# Constituent (taalkunde)
Een constituent of samenhangende woordgroep is een deel van een zin (vaak een zinsdeel of anders een deel hiervan ) dat zich in syntactisch opzicht als eenheid manifesteert. Een deel van een zin manifesteert zich als een eenheid wanneer het intact blijft onder bepaalde grammaticale operaties, zoals isolatie (de constituent of woordgroep kan apart worden beschouwd), vervanging (de constituent is te vervangen door een andere woordgroep, maar behoudt daarbij zijn functie), verplaatsing (de woordgroep kan naar een andere plaats in de zin) en coördinatie. Deze operaties worden constituentschapstests genoemd. 
Een constituent heeft vrijwel altijd een vaste betekenis en vormt daarmee tevens een fraseologische eenheid.

## Geschiedenis
In de structuralistische taalkunde werd uitgegaan van zogenoemde immediate constituents. Eugene Nida, een exponent van deze taalbeschouwing, stelde zich tot doel een zin te verdelen in zijn samenstellende delen ("constituents"), en wel op een directe manier: onderzocht werd welke delen rechtstreeks bijdroegen tot de samenstelling van de zin als geheel. Dit waren doorgaans het onderwerp en het gezegde, ofwel de zinskern (in tegenstelling tot de satelliet), en aldus lijkt de theorie weinig nieuws te brengen. Er was echter een groot verschil met de traditionele taalkunde: waren de zinsdelen tot dusver primair onderscheiden om hun functie, nu lag de aandacht op de structuur van de zin, en de plaats van de constituenten daarin. De directe constituenten konden op hun beurt opnieuw worden opgedeeld in constituenten, die zelf onmiddellijk bijdroegen aan de structuur van de opgedeelde constituent.
In de theorieën van de Amerikaanse taalkundige Zellig Harris en in de generatieve grammatica van Noam Chomsky zijn deze ideeën uitgewerkt tot het concept van de woordgroepstructuur (phrase structure). Volgens deze opvatting genereert de grammatica (opgevat als een stelsel van regels) een aantal zinsstructuren die in de beschreven taal mogelijk zijn. Deze regels maken gebruik van constituenten, zoals in een eenvoudig voorbeeld:
S → NP VP
waar de regel zegt dat de zin (S, Sentence) is opgebouwd uit een naamwoordelijk deel (NP, Noun Phrase of nominale constituent; niet te verwarren met het naamwoordelijk deel van het gezegde), en een werkwoordelijk deel (VP, Verb Phrase of verbale constituent).

## Soorten
De verschillende soorten constituenten onderscheiden zich van elkaar door de manier waarop ze bijdragen aan de betekenis van een zin. 

### Nominale constituent
Een naamwoordelijke groep (nominale constituent) is een constituent met referentiële betekenis: hij verwijst naar (refereert aan) een begrip (entiteit) in de ons omringende werkelijkheid, de referent. Zie ook betekenis als zodanig.

### Verbale constituent
Een werkwoordelijke groep (verbale constituent) heeft procesbetekenis. Hiermee wordt bedoeld dat de constituent een proces beschrijft waarbinnen entiteiten een rol spelen. Een verbale constituent komt over het algemeen overeen met het werkwoordelijk gezegde.

### Adjectivische constituent
Een bijvoeglijke groep (adjectivische constituent) is meestal een bijvoeglijk naamwoord of bijvoeglijke bijzin en heeft een attributieve ofwel bijvoeglijke betekenis, dat wil zeggen hij duidt een eigenschap van een nominale constituent aan. "Bijvoeglijk/attributief" wil zeggen dat een eigenschap van iets wordt beschreven.

### Voorzetselconstituent
Een voorzetselgroep (voorzetselconstituent) is een combinatie van een voorzetsel en een nominale constituent.

### Adverbiale constituent
Ten slotte is er de bijwoordelijke groep (adverbiale constituent). Dit is meestal een bijwoord of een bijwoordelijke bepaling.

## Voorbeelden

### Onmiddellijke constituenten
De zin:
De oude man met de wandelstok sloeg er lustig op los.
heeft twee onmiddellijke constituenten: De oude man met de wandelstok (nominaal, er wordt een entiteit aangeduid) en sloeg er lustig op los (verbaal, er wordt een proces beschreven).
De nominale constituent heeft op zijn beurt weer twee adjectivistische constituenten: eigenschappen of attributen van de man zijn oude en met de wandelstok. De verbale constituent bevat ook weer een constituent die het proces kwalificeert: lustig is aldus een adverbiale constituent.

### Vervangbaarheid
In de zinnen
1. Jantje heeft een hond.
2. De auteur heeft een hond.
3. De auteur heeft geen hond.
4. De bekende auteur met de prachtige naam heeft een heel grote, van opvallende slagtanden voorziene bouvier.
5. Jantje zag gisteravond een hond.

kan steeds een gedeelte van de zin worden vervangen of uitgebreid, waarbij wel de betekenis, maar niet de structuur van de zin wordt aangepast. De verandering leidt er slechts toe dat de zin een alternatieve situatie beschrijft, de zinsbouw verandert niet. Het blijkt dat Jantje, De auteur en De bekende auteur met de prachtige naam niet alleen in deze specifieke zin door elkaar vervangen kunnen worden, maar in vrijwel elke zin waarin ze voorkomen. Daarom beschouwen we ze als behorend tot dezelfde grammaticale categorie. Zo ook behoren een hond, geen hond en een heel grote, van opvallende slagtanden voorziene bouvier tot dezelfde categorie, en wel dezelfde als Jantje, want een zin kan ook beginnen met Een hond [heeft ...]. Deze categorie wordt de "naamwoordelijke" of "nominale" genoemd.
Ook heeft en zag gisteravond behoren tot dezelfde categorie, die de werkwoordelijke of verbale wordt genoemd.
Zin 4 bevat bovendien zeven adjectivische constituenten, namelijk bekende; prachtige; heel grote, van opvallende slagtanden voorziene; heel grote; grote; van opvallende slagtanden voorziene en opvallende.